# Естрідсени
Естрідсени (дан. Jellingdynastiet) — династія королів Данії у 1047–1412 рр., правителів Швеції у 1160–1161, 1389–1396 рр., правителів Норвегії у 1387–1389 рр., герцогів Шлезвіга у 1058–1326, 1330–1375 рр., графів Фландрії у 1119–1127 рр.
Під час правління цієї династії Данія пережила кілька періодів як підйому так і спаду. У часи правління перших представників цього роду Данія знову намагалася завоювати Англію і землі Фландрії та балтійських слов'ян. У першій половині XII століття внутрішня боротьба Естрідсенів послабила Данію.
При Вальдемарі I і його синів Данія спробувала стати «господаркою Балтійського моря», але після поразки у 1223 році її роль нівелюється. Друга половина XIII — початок XIV століть пройшли у боротьбі за вплив між різними гілками влади династії Естрідсенів. Переможцем у цій боротьбі став Вальдемар IV Аттердаг (останній король з цього роду). Він зміцнив Данію настільки, що за часів його правління і правління його дочки Маргарити I Данської Данія об'єднала скандинавські країни, уклавши Кальмарську унію.

## Геналогія
Пращуром цієї династії вважається Торгільс Довгий, якого часом іменують сином Стірберна Сильного і Тіри (дочки Харальда Синьозубого). Якщо вірити цій версії Естрідсени були спадкоємцями шведських королів. Нащадками Торгільса Довгого є:
- Гіта — дружина Годвіна, графа Вессекса.
- Ульф — чоловік Естрід, сестри Канута Великого.
- Свейн II — король Данії. Засновник королівської лінії Естрідсенів.
- Бьорн — граф Східної Мерсії.
- Осбьорн — ярл Данії з 1066 року.
- Маргарита Осбьорндаттер — дружина Гарольда III, короля Данії.
- Ейлаф — брат Ульфа.

## Естрідсени— королі Данії
- Свейн II — король Данії з 1047 року.
- Гаральд III Хен — король Данії з 1076 року.
- Олаф I — король Данії з 1086 року.
- Ерік І — король Данії з 1095 року.
- Нільс — король Данії з 1104 року.
- Магнус I Сильний — король Данії з 1134 року.
- Ерік ІІ — король Данії з 1134 року.
- Кнуд V — король Данії з 1146 року.
- Свен ІІІ — король Данії з 1152 року.
- Вальдемар I Великий — король Данії з 1157 року.
- Кнуд VI — король Данії з 1182 року.
- Вальдемар II — король Данії з 1202 року.
- Вальдемар III — король Данії з 1215 року.
- Ерік IV — король Данії з 1241 року.
- Абель — король Данії з 1250 року.
- Крістофер I — король Данії з 1252 року.
- Ерік V — король Данії з 1259 року.
- Ерік VI — король Данії з 1286 року.
- Крістофер II — король Данії з 1319 року.
- Вальдемар IV Аттердаг — король Данії з 1340 року.
- Маргарита I — королева Данії з 1387 року.

## Естрідсени— графи Фландрії
- Карл I Добрий — 13-й граф Фландрії, перший і єдиний граф з династії Естрідсенів (з 1119 року).

## Естрідсени— герцоги Шлезвіга
- Олаф I — герцог Шлезвіга з 1080 року.
- Кнуд Лавард — герцог Шлезвіга з 1115 року.
- Магнус I Сильний — герцог Шлезвіга з 1131 року.
- Вальдемар I Великий — герцог Шлезвіга з 1152 року.
- Вальдемар II — герцог Шлезвіга з 1183 року.
- Вальдемар Молодший — герцог Шлезвіга з 1209 року.
- Ерік IV — герцог Шлезвіга з 1216 року.
- Абель — герцог Шлезвіга з 1232 року.
- Вальдемар III — герцог Шлезвіга з 1254 року.
- Ерік I — герцог Шлезвіга з 1260 року.
- Вальдемар IV — герцог Шлезвіга з 1283 року.
- Ерік II — герцог Шлезвіга з 1312 року.
- Вальдемар V — герцог Шлезвіга з 1325 і з 1330 року.
- Генрі — герцог Шлезвіга з 1364 по 1375 рік

## Естрідсени— правителі Швеції
- Магнус II Хенріксен — король Швеції з 1160 року.
- Маргарита I Данська — королева Швеції з 1389 року.

## Естрідсени— правителі Норвегії
- Маргарита I Данська — королева Норвегії з 1387 року.